# Mitzpe Hila

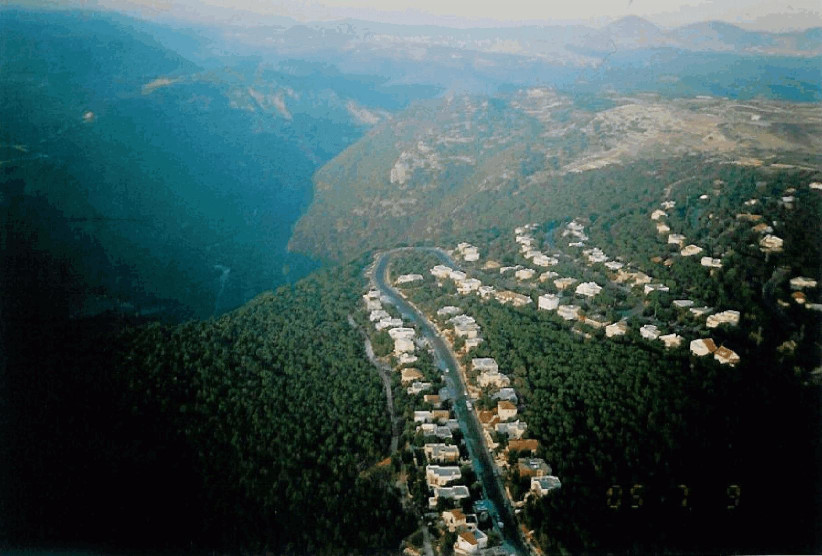

Mitzpe Hila (en hebreo מִצְפֵּה הִלָּה, lit. "Mirador de Hila"), o simplemente Hila (en hebreo הִלָּה) es un asentamiento comunal situado en el norte de Israel, en la zona occidental de Galilea, cerca de la frontera libanesa. Pertenece a la jurisdicción del Consejo Regional Ma'alé Yosef. Su población es de 630 habitantes (2008).

## Historia
El pueblo fue fundado en 1980 como parte de los Miradores en el plan de Galilea, inicialmente con los residentes que vivían en casas prefabricadas importadas de Sudáfrica. 
Originalmente fue nombrado Mitzpe Ziv en honor de Har Ziv (Montaña Ziv), la montaña en la que fue construida. Sin embargo, más tarde fue rebautizada como Mitzpe Hila. 
Katiuska y cohetes Grad fueron disparados por el grupo terrorista Hezbolá en la década de 1990 cayendo en el pueblo, también cayeron más cohetes durante la Guerra del Líbano del 2006 por parte de la misma organización terrorista.
Hoy en día es un lugar vacacional popular para los israelíes que buscan alojamiento y desayuno a precios razonables en cabañas de alquiler 

## Residentes famosos
- Gilad Shalit, soldado israelí quien fue secuestrado por terroristas palestinos en 2006, sus familiares son miembros fundadores de la comunidad.